# Большой Кентус
Большой Кентус, Большой Кендус — река в России, протекает в Подосиновском и Лузском районах Кировской области. Устье реки находится в 69 км по левому берегу реки Луза. Длина реки составляет 21 км.
Исток реки находится в лесном массиве в 14 км к юго-востоку от города Луза. Исток находится в Подосиновском районе среди холмов Северных Увалов. Река течёт на север, вскоре после истока перетекает в Лузский район. Притоки — Мусовица (левый); Каменка (правый). Верхнее течение проходит по ненаселённому лесному массиву, в среднем и нижнем течении протекает деревни Тараканово, Фёдоровская, Базуновская, Барминская, Игнатьевская. Незадолго до впадения протекает рядом с ж/д платформой Кентус линии Киров — Котлас. Впадает в Лузу напротив восточных окраин города Луза. Ширина реки на всём протяжении не превышает 10 м.

## Данные водного реестра
По данным государственного водного реестра России и геоинформационной системы водохозяйственного районирования территории РФ, подготовленной Федеральным агентством водных ресурсов:
- Бассейновый округ — Двинско-Печорский
- Речной бассейн — Северная Двина
- Речной подбассейн — Малая Северная Двина
- Водохозяйственный участок — Юг
- Код водного объекта — 03020100212103000013249